# Gunay Mammadzada
Gunay Mammadzada (Baku, 19. lipnja 2000.), azerbajdžanska šahistica. Ima dva naslova Svjetske šahovske federacije (FIDE), od 2018. titulu međunarodnog majstora (IM) te titulu velemajstorice (WGM) od 2014. godine.
Bila je svjetska prvakinja za djevojčice do 10 godina te europska prvakinja za djevojčice do 8 i do 14 godina. Mammadzada je dvostruka državna prvakinja iz 2017. i 2019. godine. Predstavljala je Azerbajdžan na Šahovskoj olimpijadi, Svjetskom ekipnom prvenstvu u šahu i Europskom ekipnom prvenstvu u šahu. Na europskom ekipnom prvenstvu s reprezentacijom Azerbajdžana osvojila je srebrenu medalju 2023. u Budvi te dvije brončane medalje - 2019. u Batumiju i 2021. u Čatežu, 
Mammadzada je šah počela igrati sa pet godina. Nakon što je osvojila nekoliko medalja na europskim i svjetskim prvenstvima za mlade postala je 2014. godine najmlađa velemajstorica (WGM) u povijesti Azerbajdžana sa samo 14 godina.

## Vanjske poveznice
- Profil na fide.com
- Profil na chess.com